# Nordovest argentino

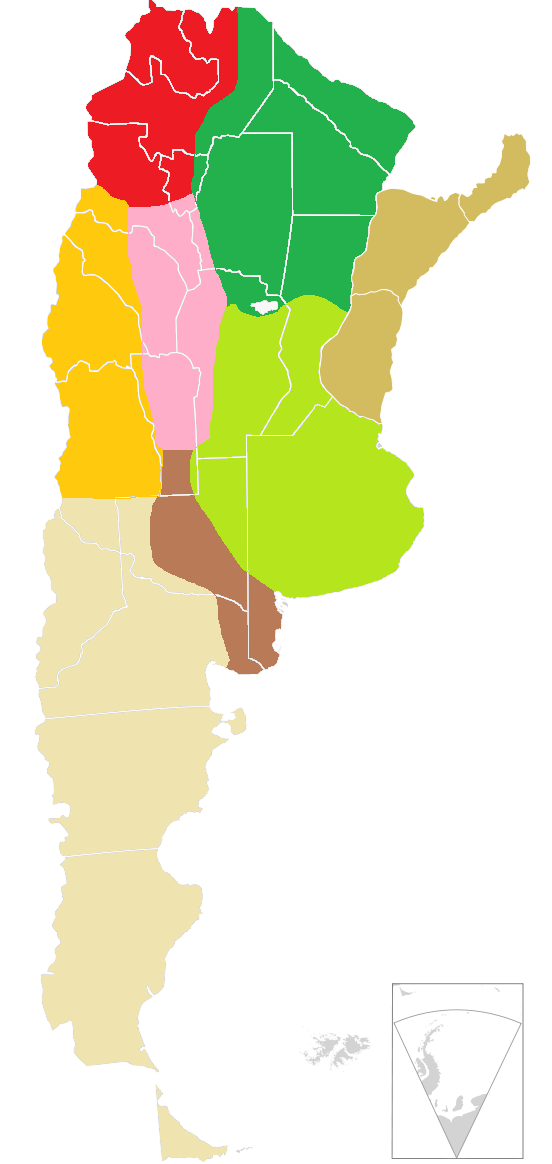
Una definizione più ristretta del Nordovest argentino (in rosso)

Il Nordovest argentino (Noroeste argentino) è una regione storica e geografica dell'Argentina. I suoi confini possono variare, ma comprende in genere le province di Jujuy, Salta, Tucumán, Catamarca, La Rioja e Santiago del Estero. Le ultime due province sono però anche considerate parte rispettivamente delle regioni del Cuyo e del Chaco, e sono a volte omesse dalla definizione.

## Geografia
La regione è caratterizzata da una grande biodiversità. Da ovest a est si incontrano i seguenti ambienti naturali:
- L'altopiano della Puna
- La Cordigliera delle Ande, che raggiunge la sua massima altitudine con il Monte Nevados Ojos del Salado[2]
- Alcune fertili vallate formate dai fiumi
- Una regione di canyons (Quebradas)
- I rilievi delle Sierre subandine
- Una regione di giungle subtropicali (Yunga)
- L'ecotono di transizione verso la pianura del Gran Chaco

### Città principali
- Tucumán : 925 001 ab.
- Salta : 668 440
- Santiago del Estero : 410 260
- Jujuy : 364 405
- Catamarca : 228 264

## Clima
L'Argentina nordoccidentale ha un clima prevalentemente secco e caldo, classificato come subtropicale. A causa della sua aspra topografia, la regione è climaticamente diversificata, a seconda dell'altitudine, della temperatura e della distribuzione delle precipitazioni. Di conseguenza, la vegetazione differisce in questi diversi tipi di clima. In generale, il clima può essere suddiviso in due tipi principali: clima freddo, arido o semiarido alle quote più elevate e clima subtropicale più caldo nelle parti orientali della regione. Secondo la classificazione climatica di Köppen, la regione ha 5 diversi tipi di clima che sono semi-arido (BS), arido (BW), clima temperato senza una stagione secca e con una stagione secca (Cf e CW rispettivamente) e un clima alpino al altitudini più elevate.

## Storia

### Archeologia
Nel febbraio 2021, gli archeologi dell'Università di Buenos Aires hanno annunciato la scoperta nella zona di 12 tombe datate 6 000-1 300 anni fa. I ricercatori hanno anche rinvenuto collane e ciondoli accanto ad alcuni dei corpi. Secondo l'archeologa Leticia Cortés, c'erano molti metodi di sepoltura differenti, in tombe individuali o collettive, e anche differenze nella postura dei corpi. Alcuni erano iperflessi, come accovacciati, con le spalle che toccavano le ginocchia.

## Economia

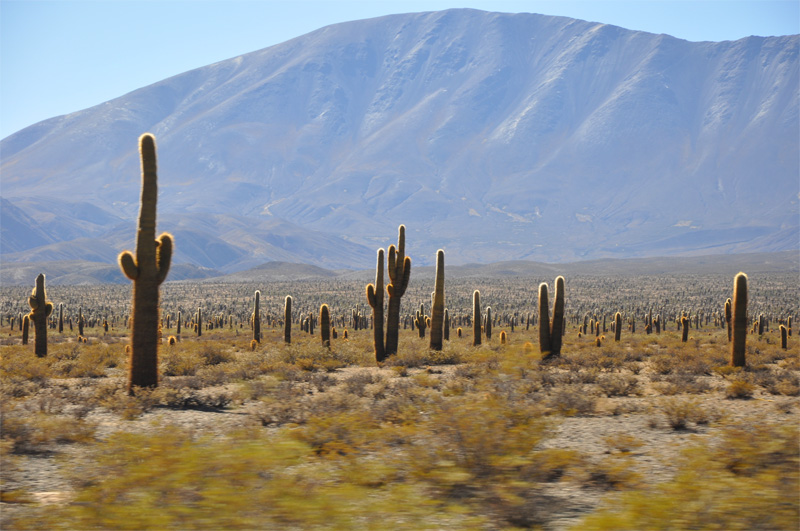
Il Parco Nazionale Los Cardones ha, nei suoi 64.117 ettari, una grande quantità di vegetazione caratteristica della regione, oltre a una serie di importanti resti paleontologici e alcuni esempi di arte rupestre.

Le attività economiche principali sono l'agricoltura, l'allevamento bovino e ovino e l'estrazione mineraria. Un importante stabilimento industriale è inoltre l'altoforno "Altos Hornos Zapla" a Palpalá, nella provincia di Jujuy.
L'agricoltura si concentra nelle fertili vallate della regione, e riguarda principalmente canna da zucchero, tabacco, e agrumi. Alcune importanti aree vinicole si trovano nelle zone di Calchaquíes e Cafayate.
L'estrazione mineraria riguarda soprattutto litio, piombo, argento, zinco, sale e idrocarburi.

### Turismo
La regione è una popolare destinazione turistica, per il resto degli argentini e per i visitatori internazionali, che vi affluiscono per le sue bellezze naturali e per le città. Vi si trovano inoltre quattro parchi nazionali.
Anche il turismo culturale ha la sua importanza, in quanto la regione presenta tratti distintivi rispetto al resto dell'Argentina e della più "europea" Buenos Aires, essendo fortemente influenzata dalle culture andine Quechua e Aymara. Questa influenza può essere vista nella musica, nell'abbigliamento e nella cucina della regione.